# Bolívar (Santander)
Pour les articles homonymes, voir Bolívar.
Bolívar est une municipalité située dans le département de Santander en Colombie.